# Viadotto Danyang-Kunshan

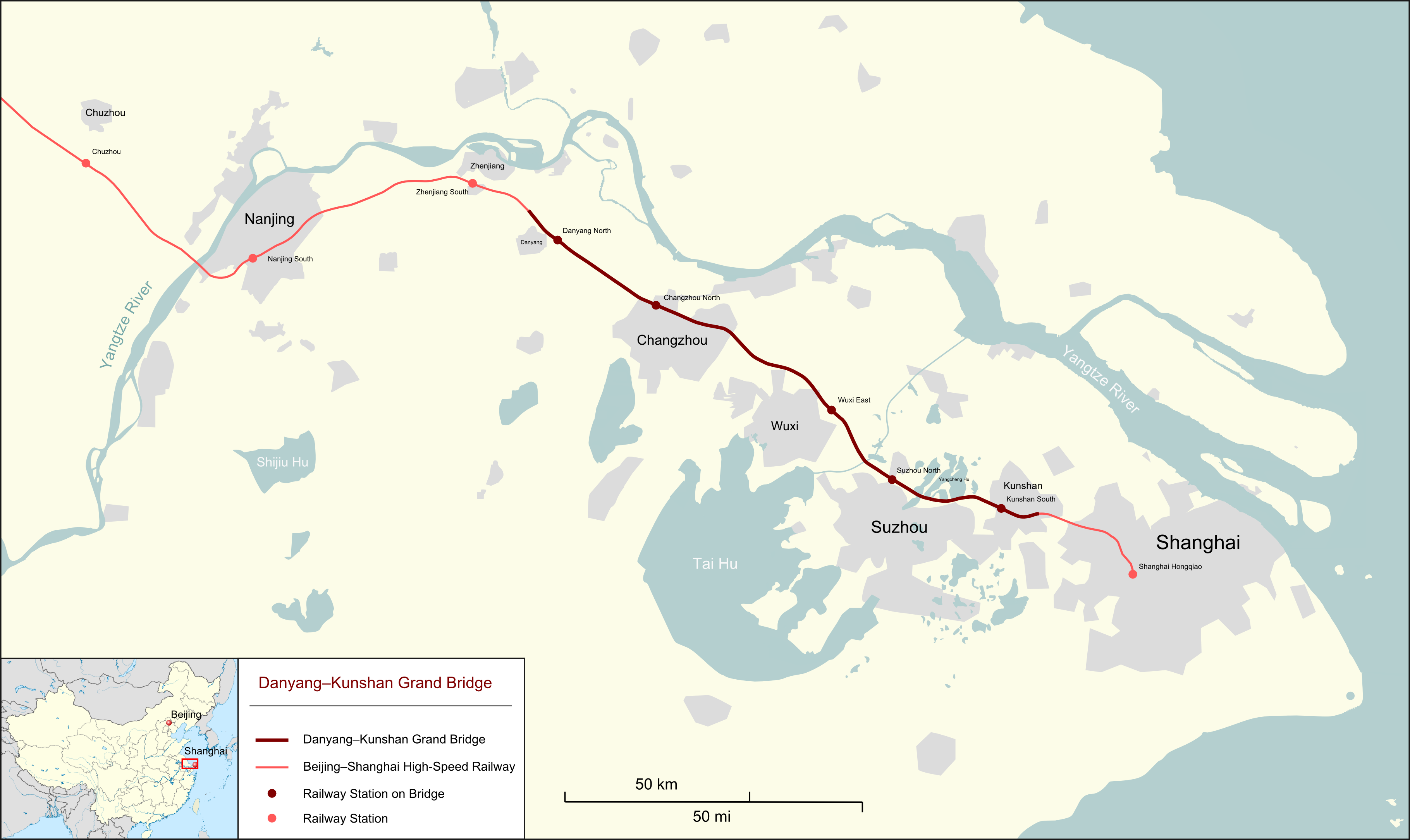
Il tracciato del viadotto Danyang-Kunshan

Il viadotto Danyang-Kunshan (in cinese 丹阳昆山大桥S, Dānyáng-Kūnshān dàqiáoP) è un ponte ferroviario della Cina, nella provincia del Jiangsu, lungo la linea ferroviaria ad alta velocità Pechino-Shanghai. È il ponte più lungo del mondo.

## Descrizione
Collega le città di Danyang e Kunshan e con una lunghezza di 164,8 km è il viadotto più lungo del mondo. Il viadotto attraversa anche il lago Yangcheng, un tratto di 9 km interamente sull'acqua. La luce massima delle campate è di 80 metri. 

## Storia
La costruzione venne decisa per superare un'area acquitrinosa facente parte del delta del fiume Yangtze, non lontano da  Shanghai. I lavori sono durati quattro anni e sono terminati nel 2010. L'entrata in esercizio è avvenuta il 30 giugno 2011.